# Fatoumata Samassékou
Fatoumata Samassékou (* 31. Dezember 1987 in Abidjan, Elfenbeinküste) ist eine malische Schwimmerin. Sie nahm an den Olympischen Spielen 2012 in London und 2016 in Rio de Janeiro teil.

## Sport
Im Wettbewerb über 50 m Freistil 2012 schwamm sie mit einer Zeit von 31,88 s auf Rang 62 und 2016 auf Rang 82. Sie nahm auch Teil an den Schwimmweltmeisterschaften 2011 in Shanghai, den Afrikaspielen 2011 in Maputo, den Kurzbahnweltmeisterschaften 2012 in Istanbul, sowie den Schwimmweltmeisterschaften 2015 in Kasan teil.

## Persönliches
Samassékou lebte in ïssata Labita. Sie gehörte zu den Klägern, als im Zuge der Flugplatzbauten für die zwangsumgesiedelten Anwohner keine Entschädigung gezahlt wurde.